# Liberalismo francés
Liberalismo francés es la denominación historiográfica de las manifestaciones francesas de la ideología y movimiento político denominado genéricamente "liberalismo".
Los trabajos de Lucien Jaume han iluminado dos puntos clave en el orleanismo, la corriente del liberalismo que tuvo más responsabilidad política durante el siglo XIX: la disminución relativa del papel del individuo y la atribución de un rol importante al Estado (aunque se trate de un Estado poco intervencionista en economía). René Rémond sitúa en la continuidad de esta corriente lo que él denomina la derecha liberal, presente en la Union pour la démocratie française (UDF).
Frente a esta corriente, en el siglo XIX destacó un grupo de intelectuales liberales críticos con el orleanismo, en torno a Germaine de Staël y Alexis de Tocqueville; y el catolicismo social. Es de notar que a este "tropismo de derecha", mayoritario políticamente en Francia, responde un "tropismo de izquierda", que es la corriente principal del liberalismo anglo-sajón (siendo la corriente "de derechas" el conservadurismo -denominación poco utilizada en Francia-). Puede que por esa razón, las corrientes liberales de izquierda en Francia prefieran adoptar las etiquetas de "republicanismo" o de "radicalismo" (Parti Républicain, Radical et Radical-Socialiste) que no se aplican de la misma manera a las corrientes liberales inglesas en cierto modo equivalentes (John Stuart Mill, radicals).
Desde mediados del siglo XX, junto a una "derecha liberal" (tal como es definida por René Rémond) se encuentra una corriente muy marcada por el liberalismo económico de la escuela austríaca y algunos expertos de inspiración social-liberal.

### Precursores

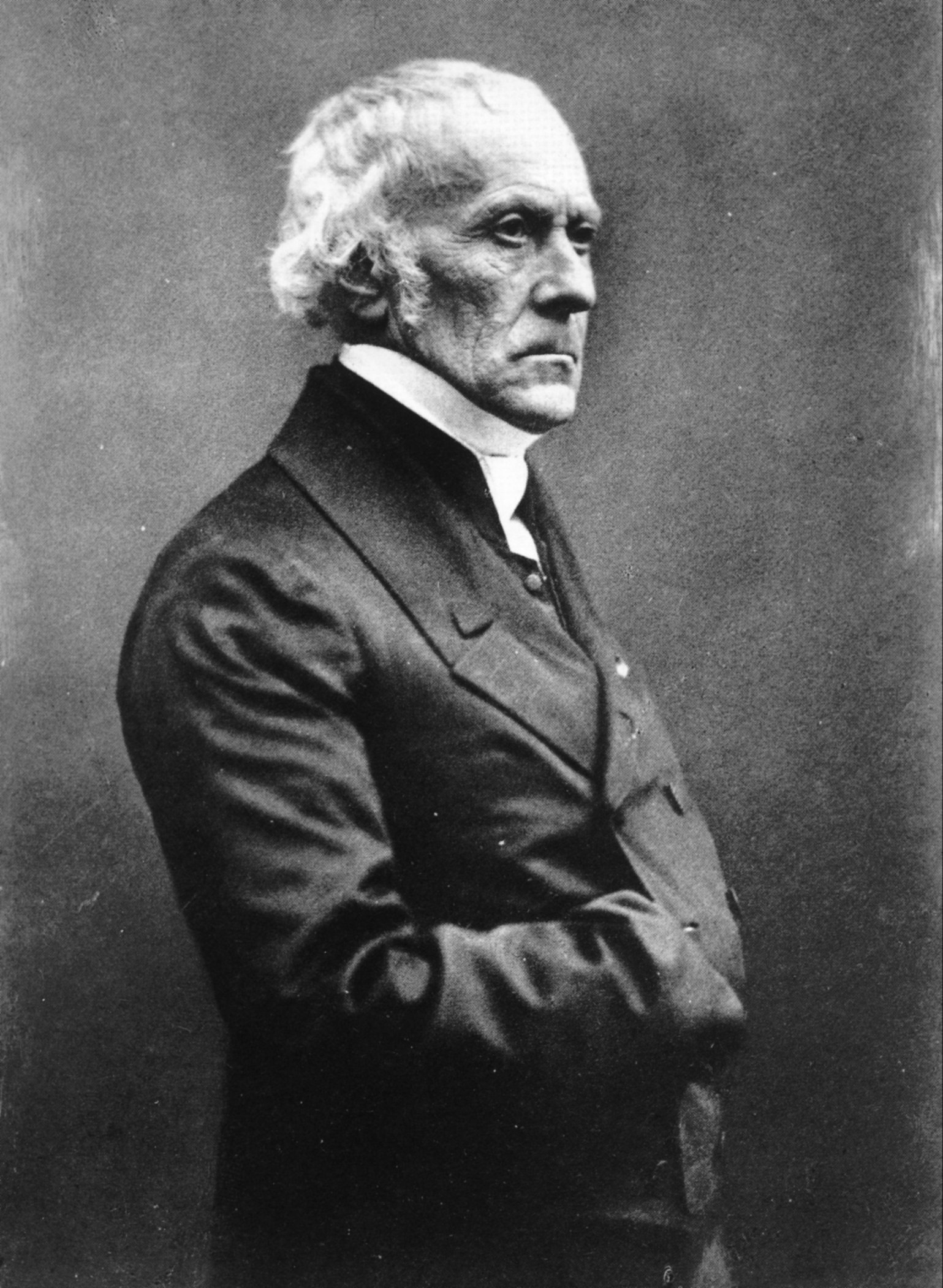
Gizot.
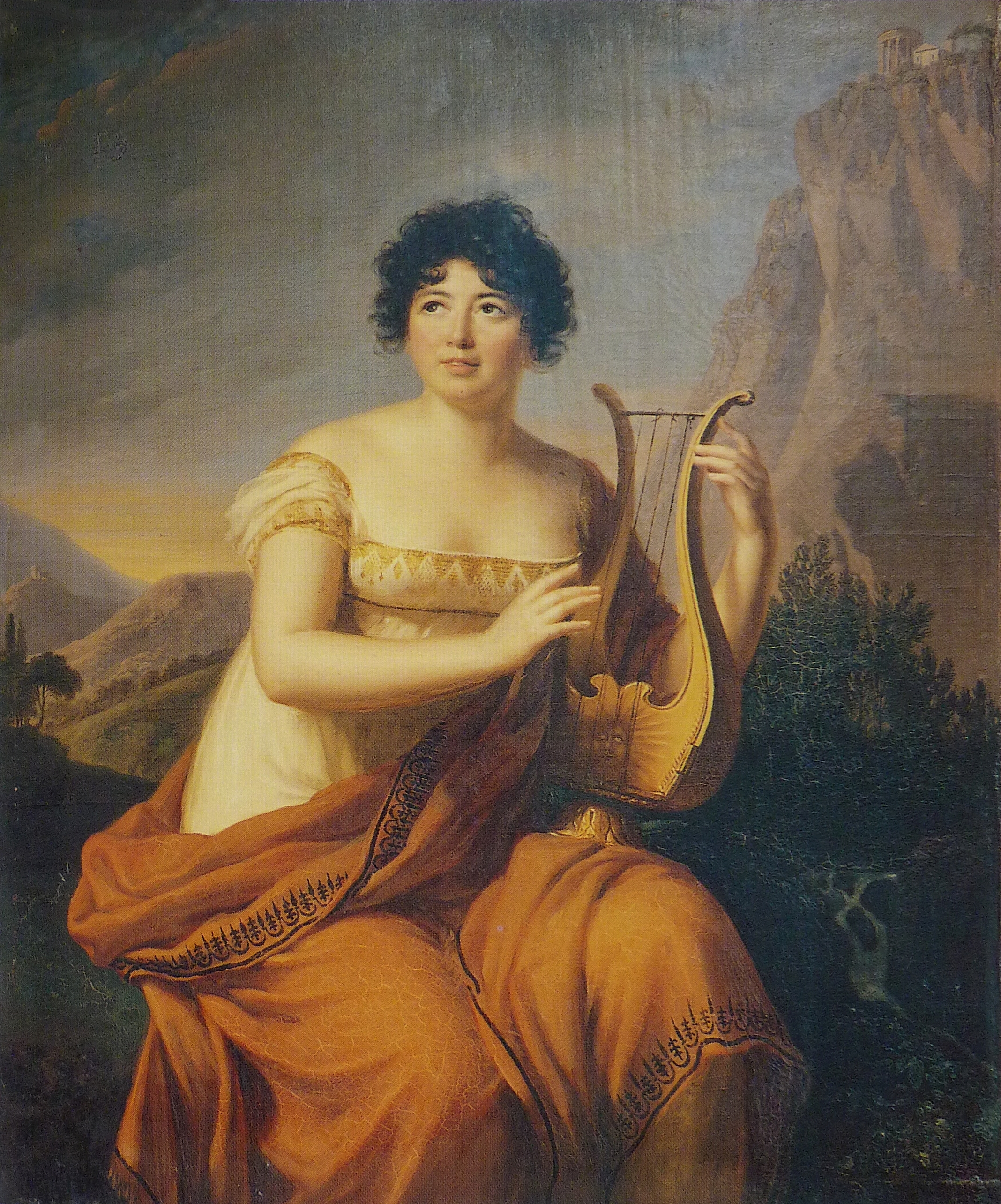
Madame de Staël.

### Nacimiento del liberalismo bajo la Revolución y el Imperio

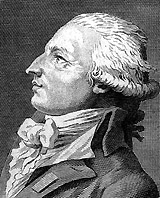
Destutt de Tracy.
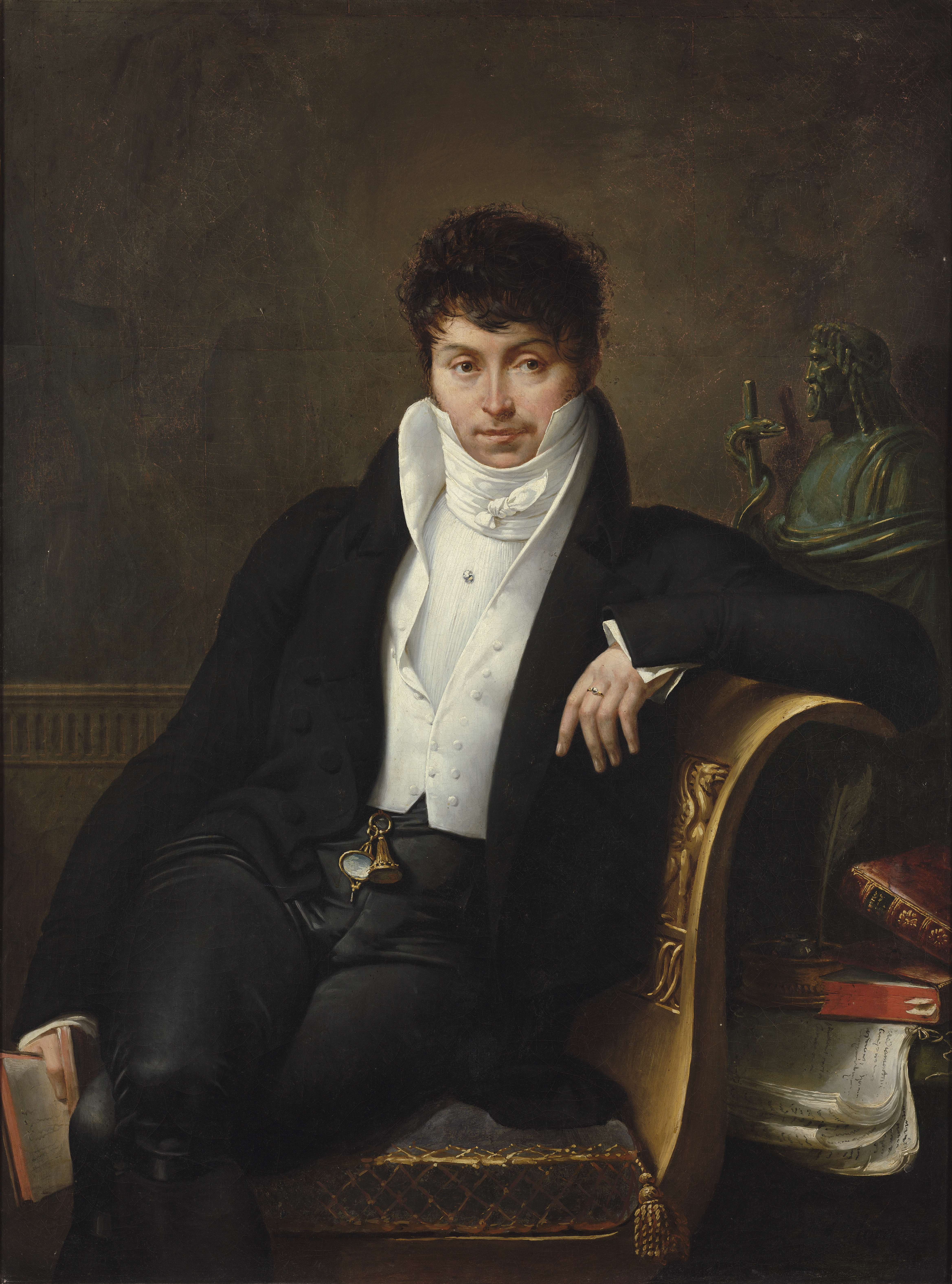
Cabanis.
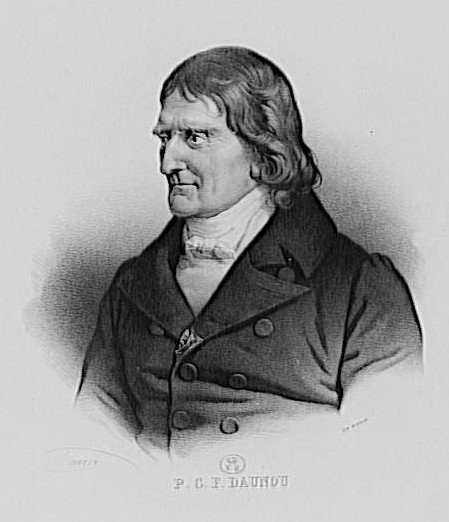
Daunou.
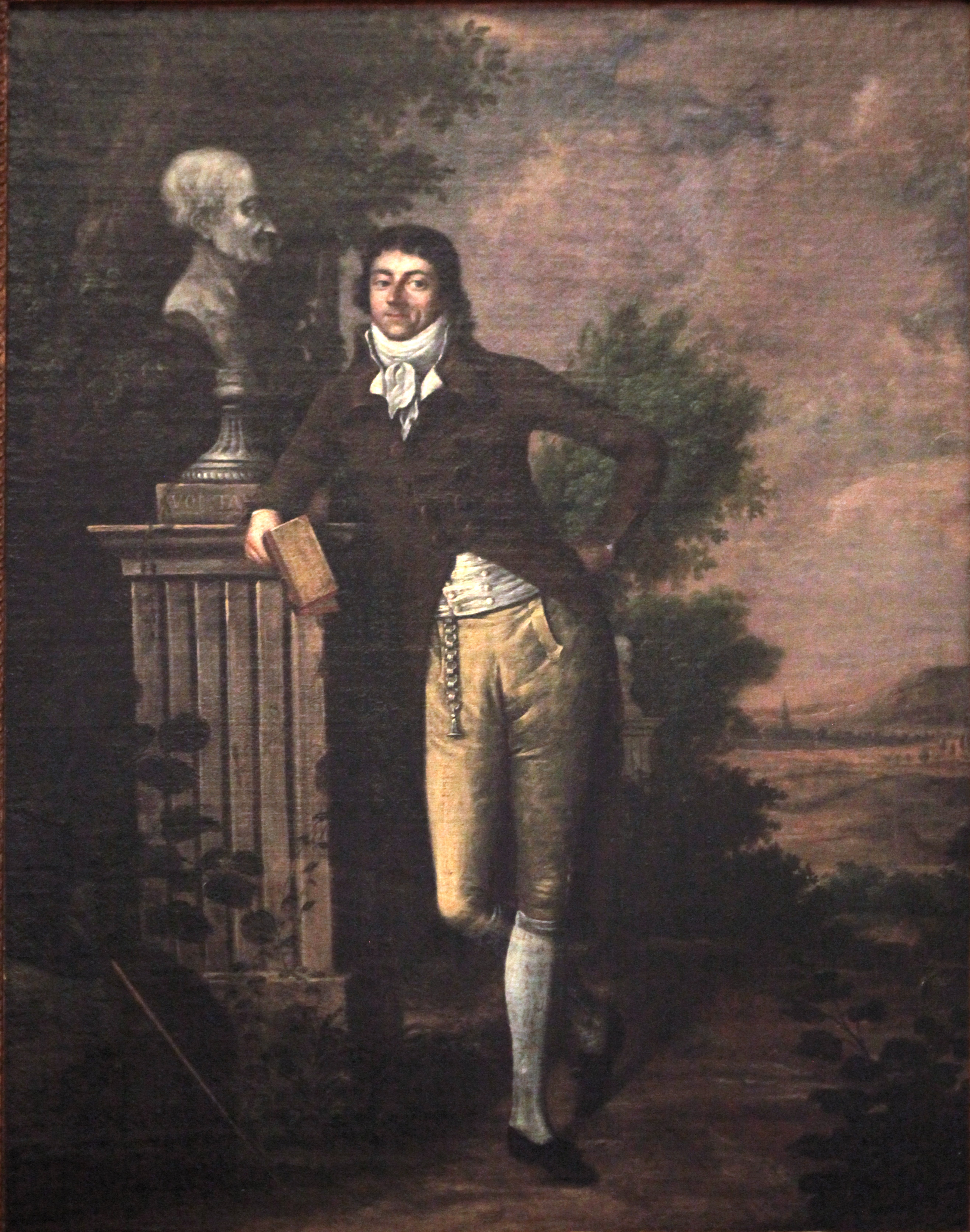
Garat.

## Liberalismos desde la Restauración hasta el final del Segundo Imperio

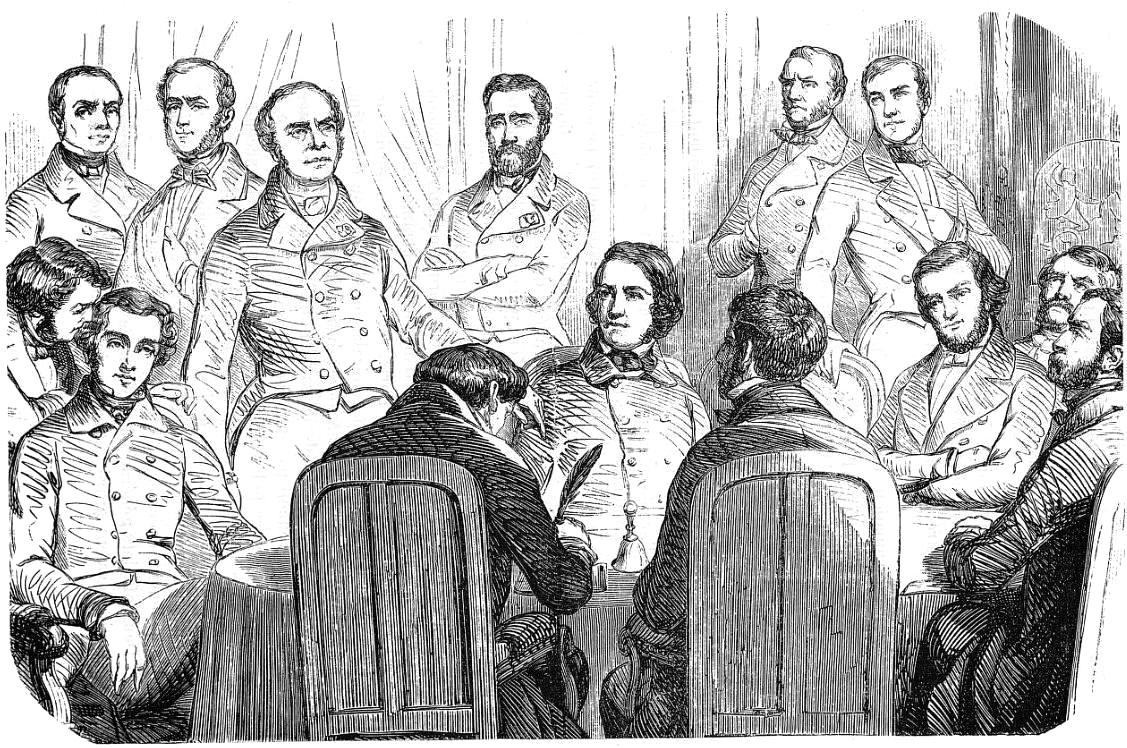
Comisión de revisión de la Constitución, 1851. Estaba compuesta por quince miembros: Odilon Barrot, Jean Didier Baze, Pierre-Antoine Berryer, Victor de Broglie, Eugène Cavaignac, Hippolyte Charamaule, Jean-Baptiste-Adolphe Charras, Claude François Philibert Tircuy de Corcelle, Gabriel Michel Dufour, Jules Favre, Anatole de Melun, Charles de Montalembert, Jules de Mornay, Gabriel-Michel Moulin y Alexis de Tocqueville.

### Orleanismo

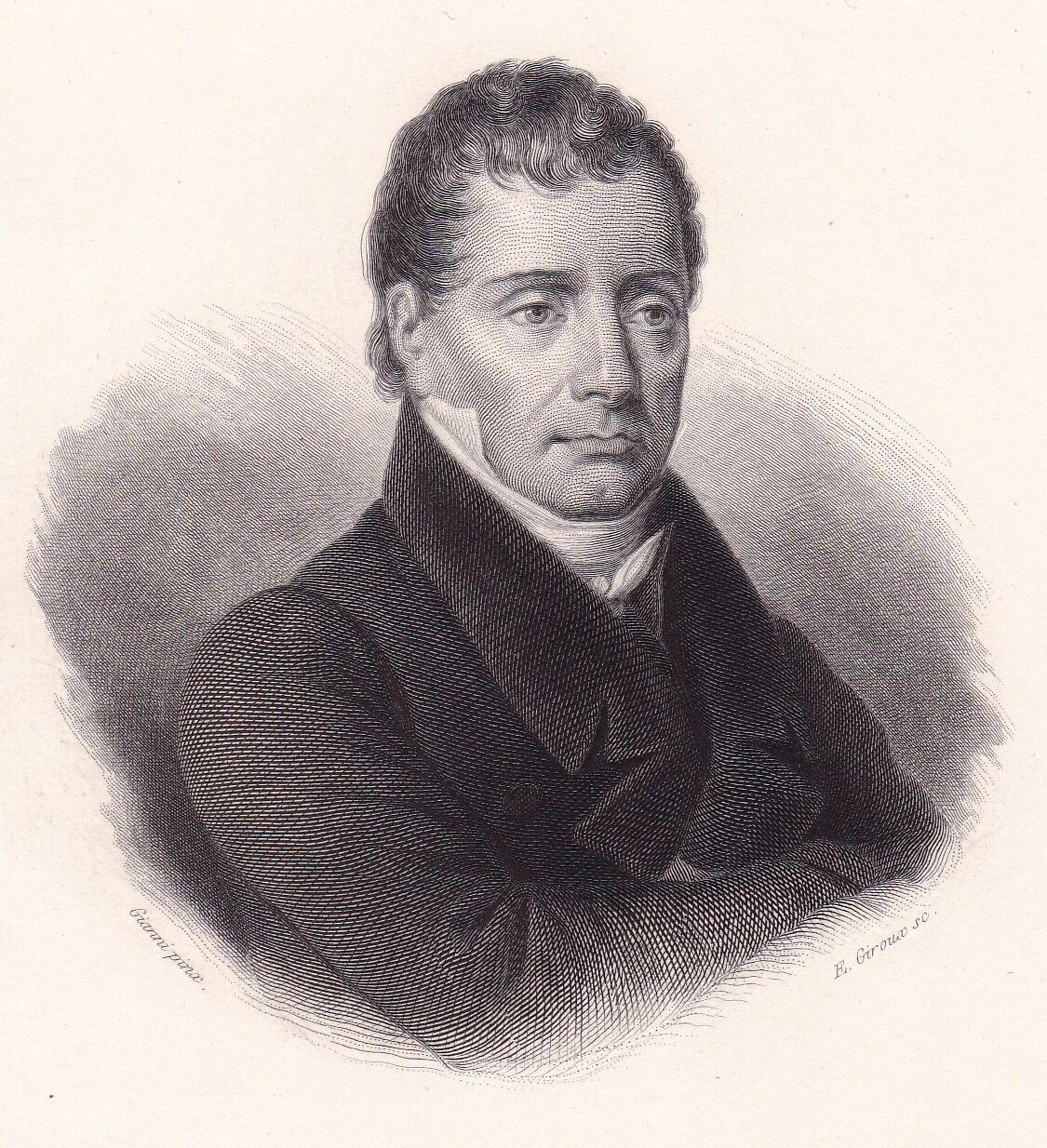
Royer-Collard.
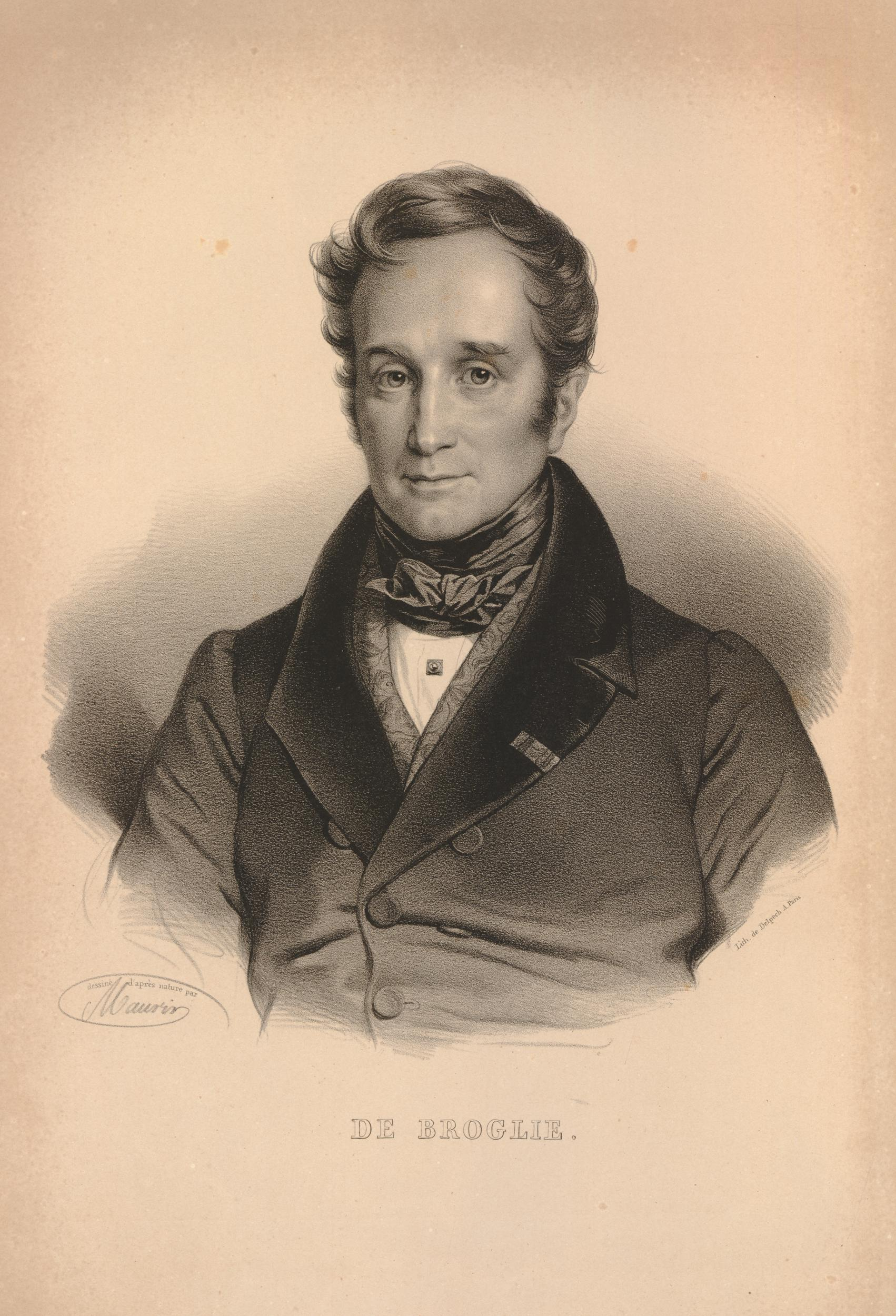
Broglie.
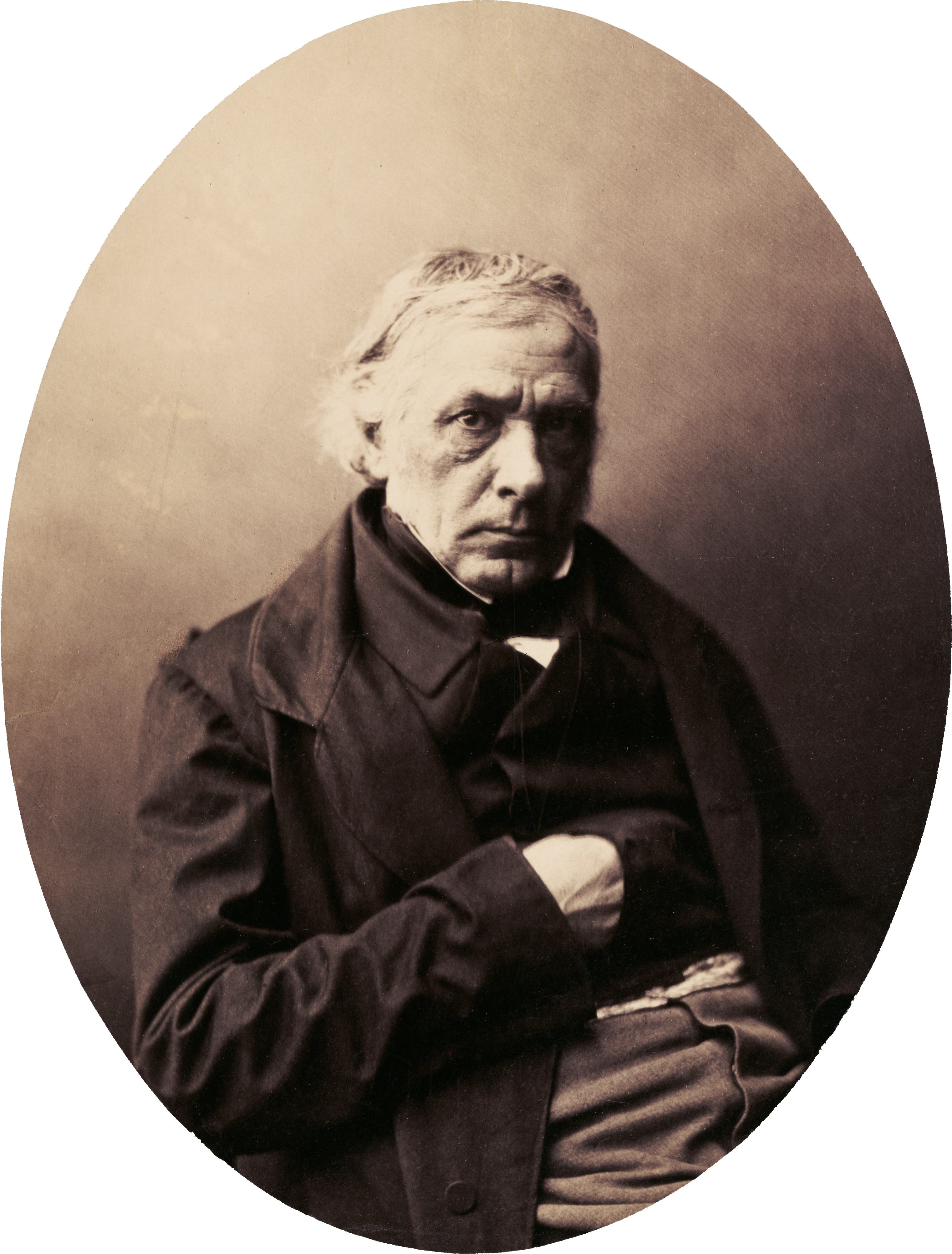
Cousin.

### Grupo de Coppet y Alexis de Tocqueville

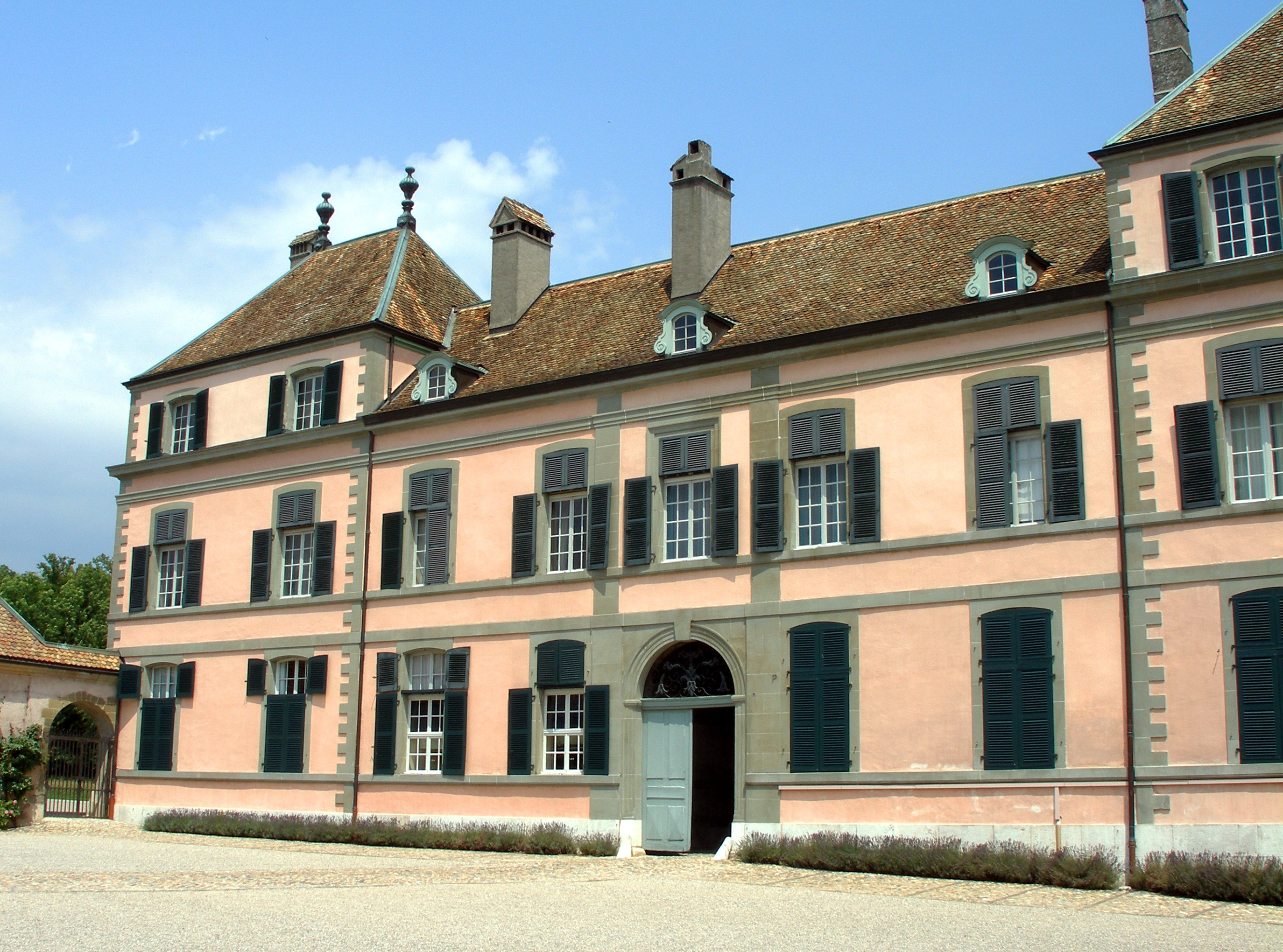
Coppet.
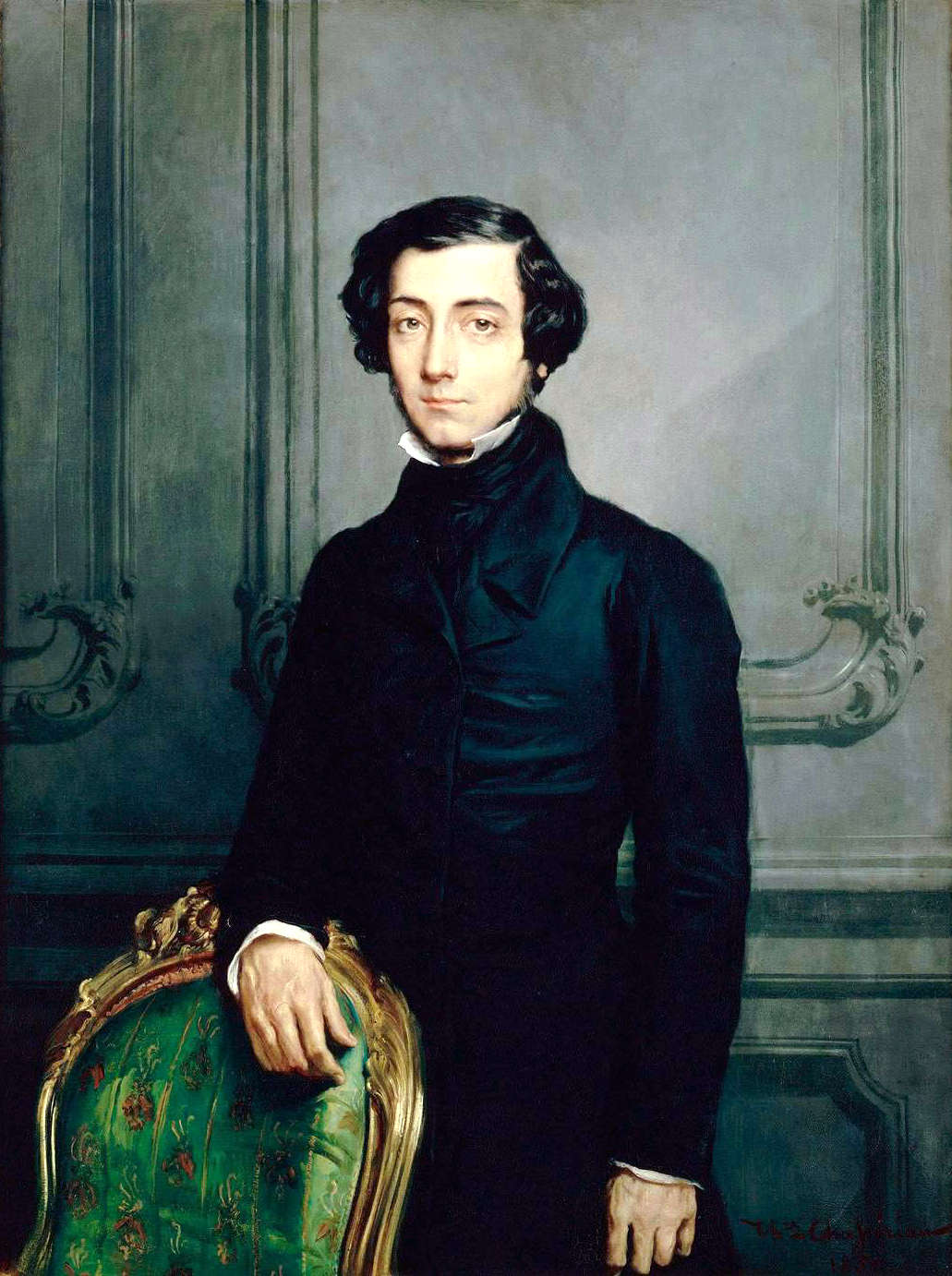
Tocqueville.
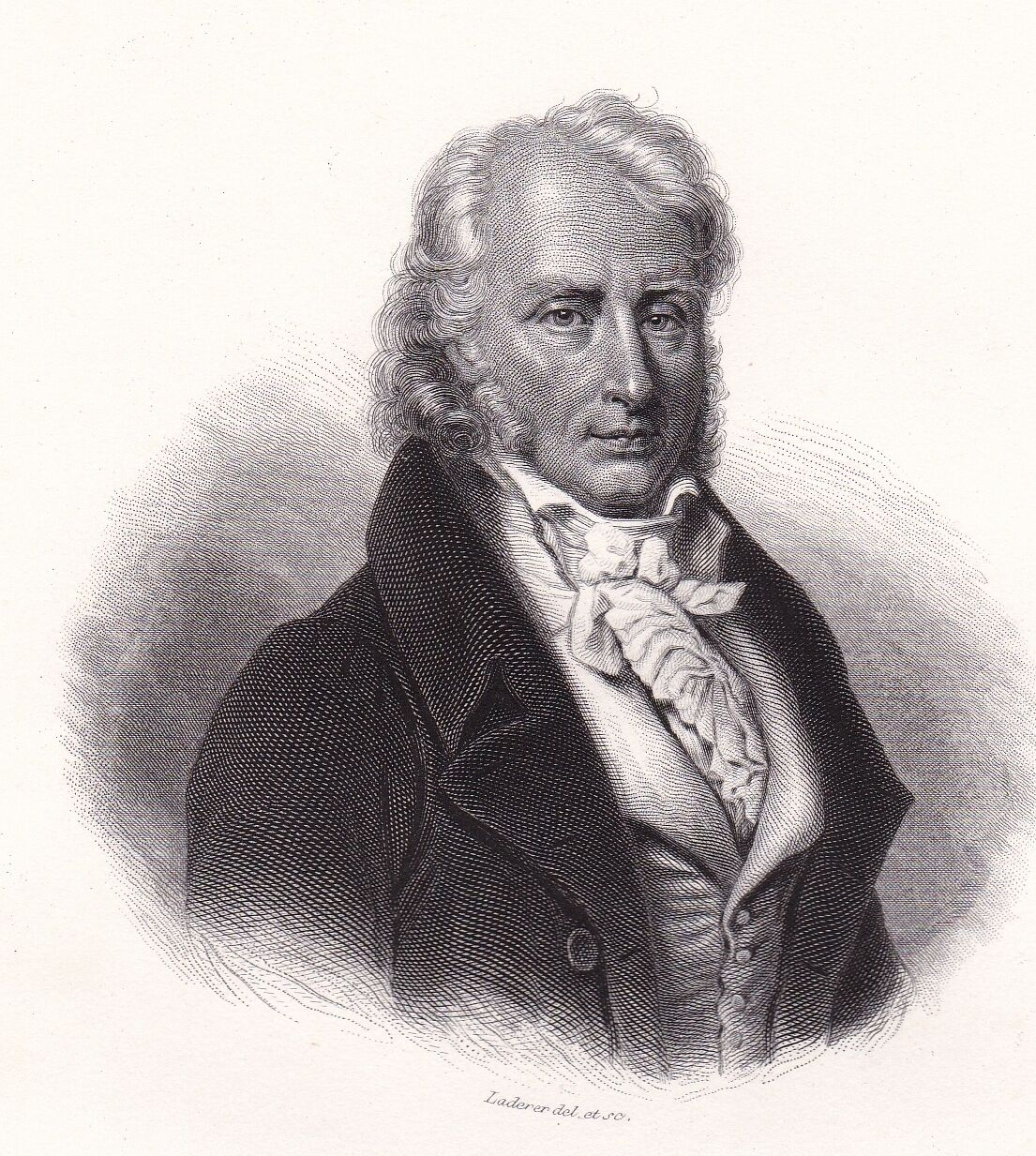
Constant.
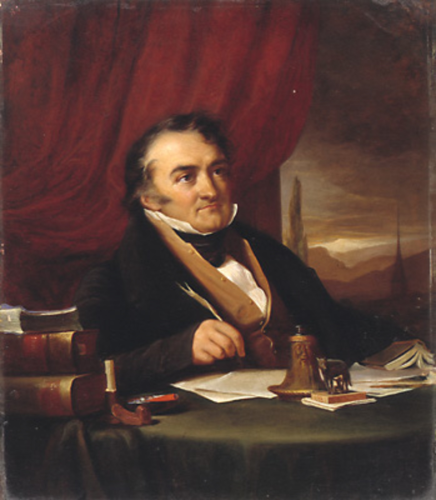
Sismondi.
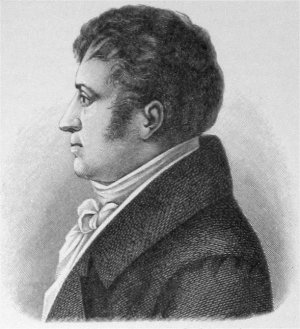
Schlegel.
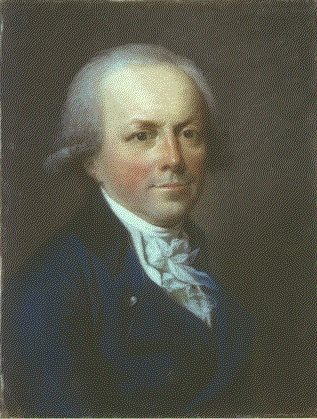
Bonstetten.

### Catolicismo liberal

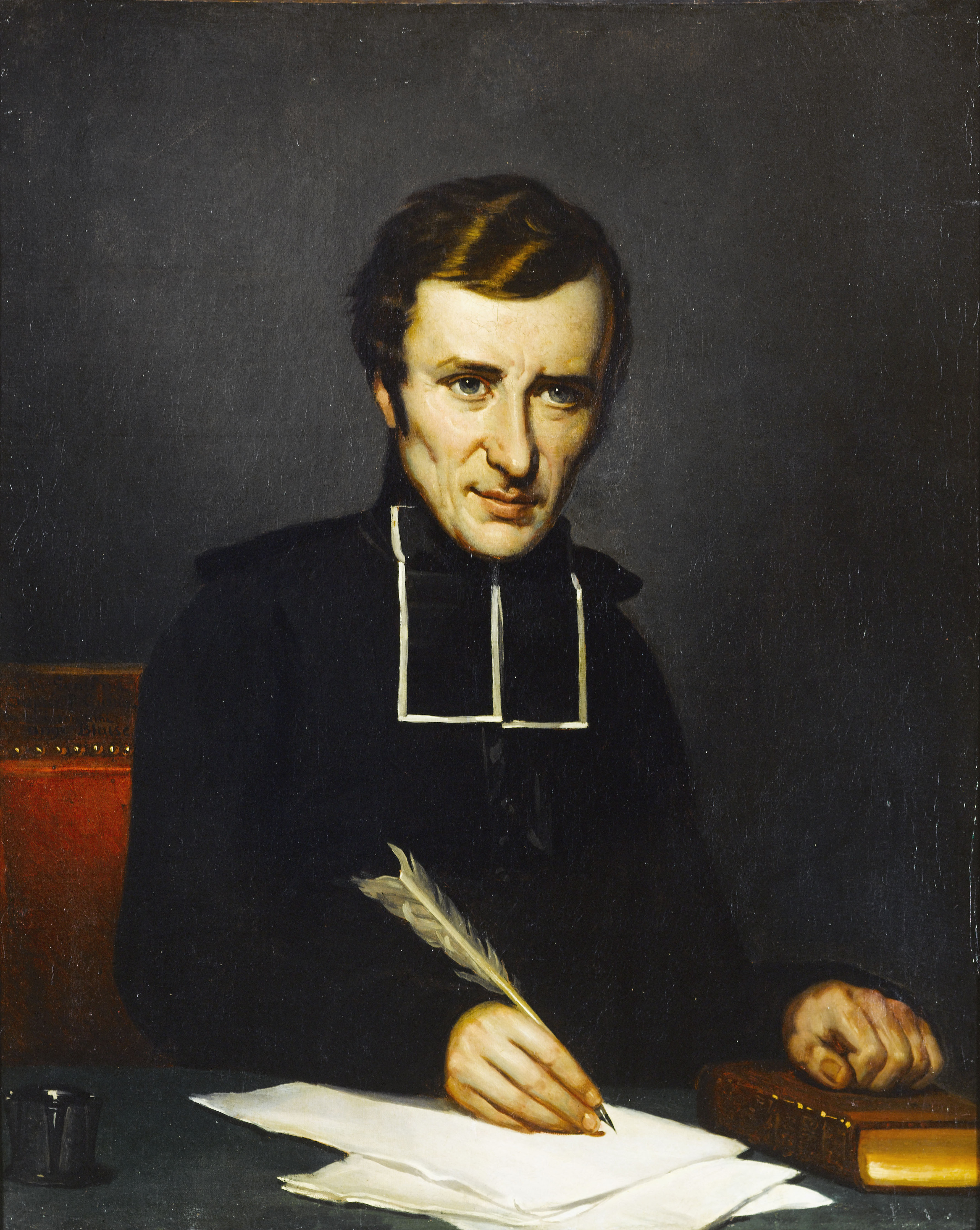
Lamennais.
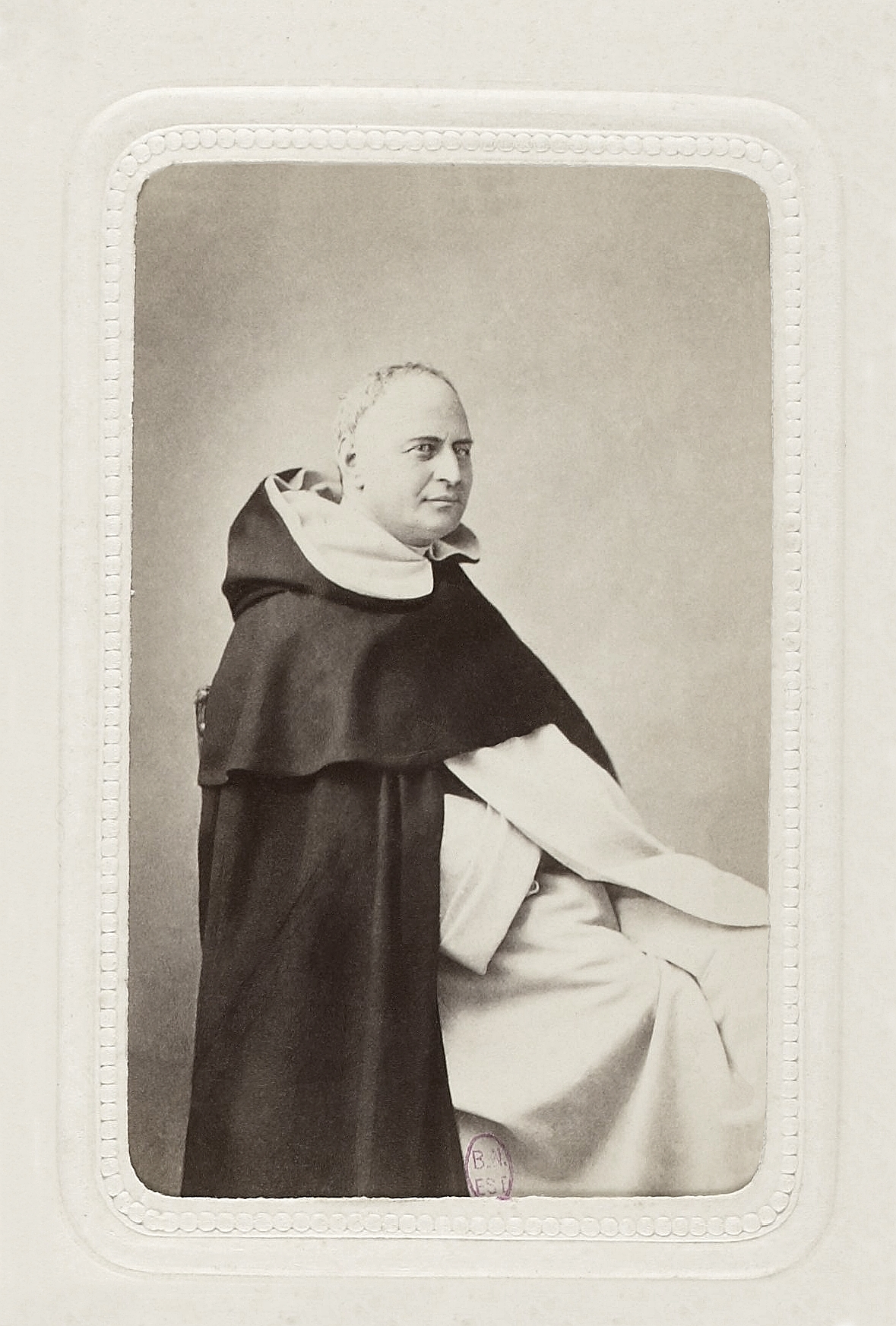
Lacordaire.
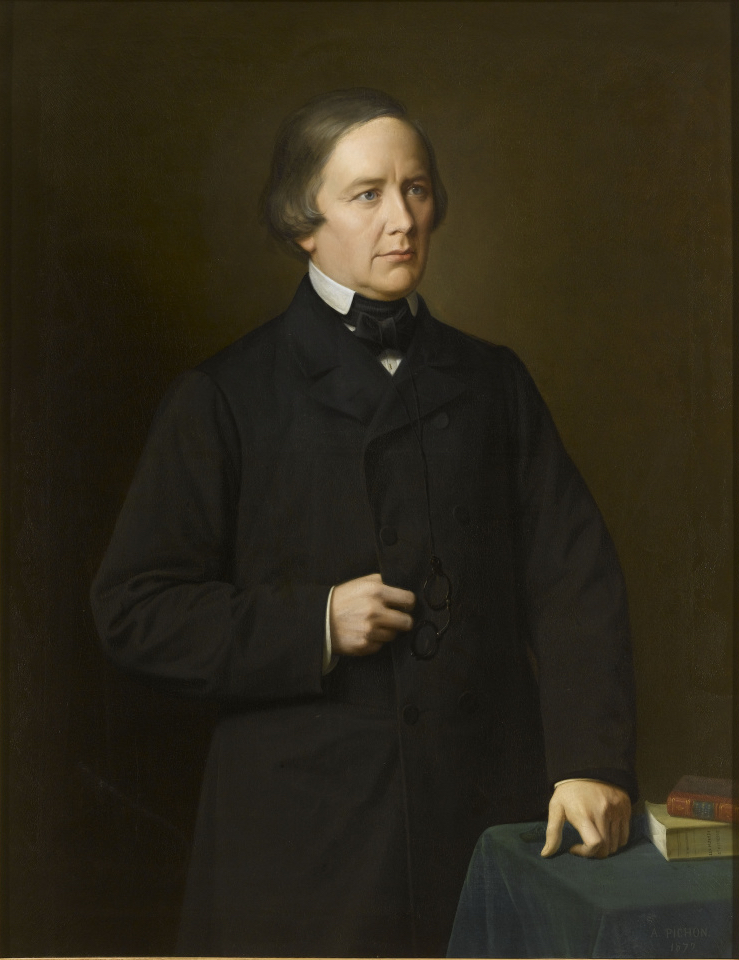
Montalembert.

### Liberalismos y economía

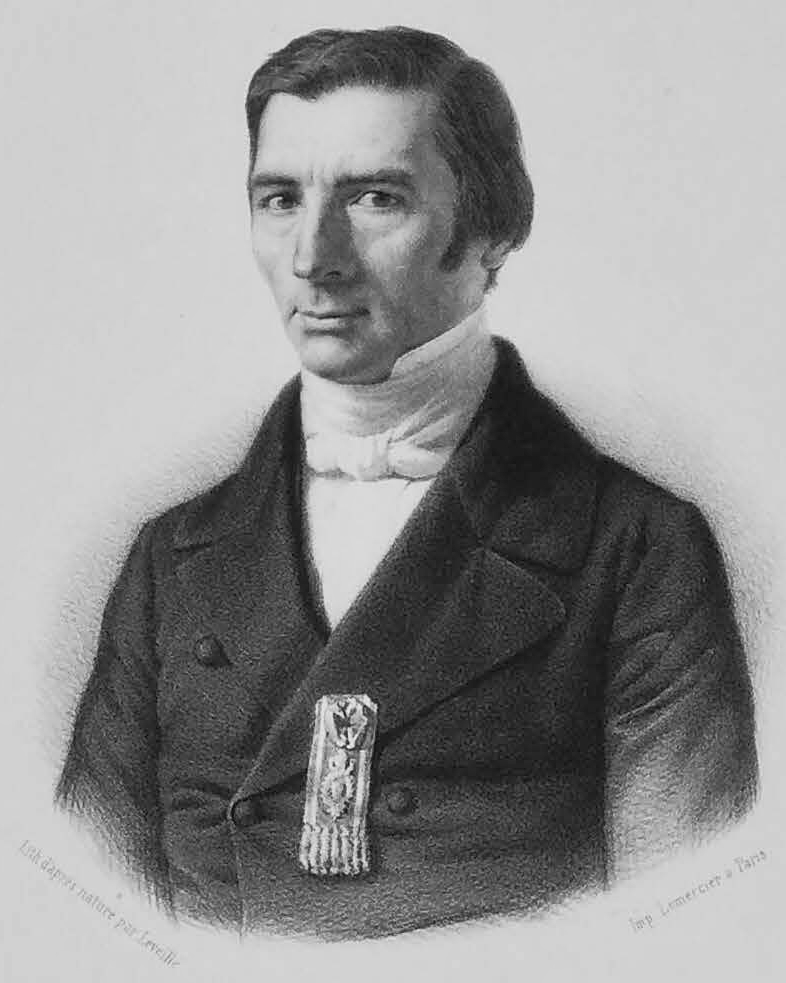
Bastiat.
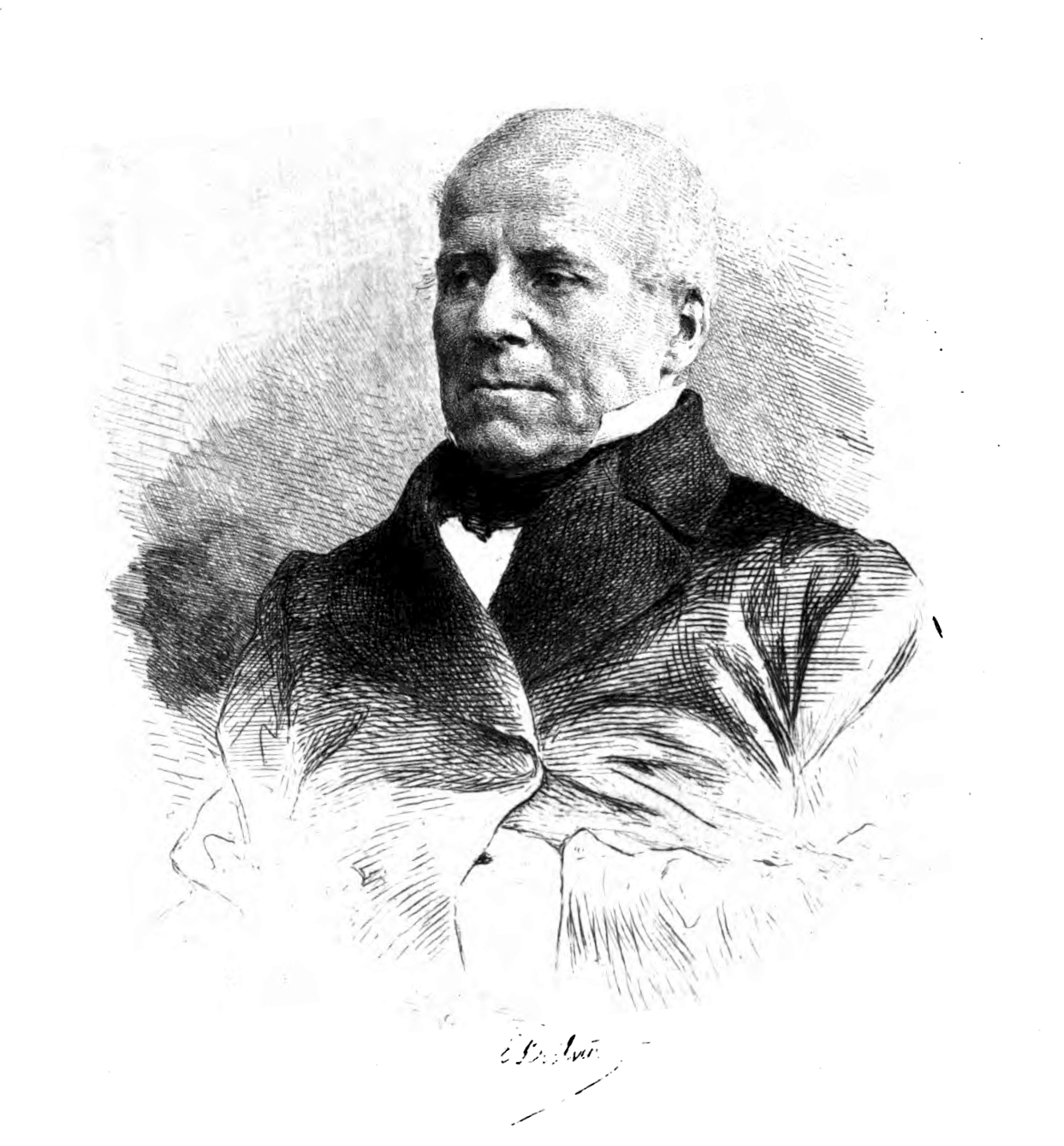
Dunoyer.
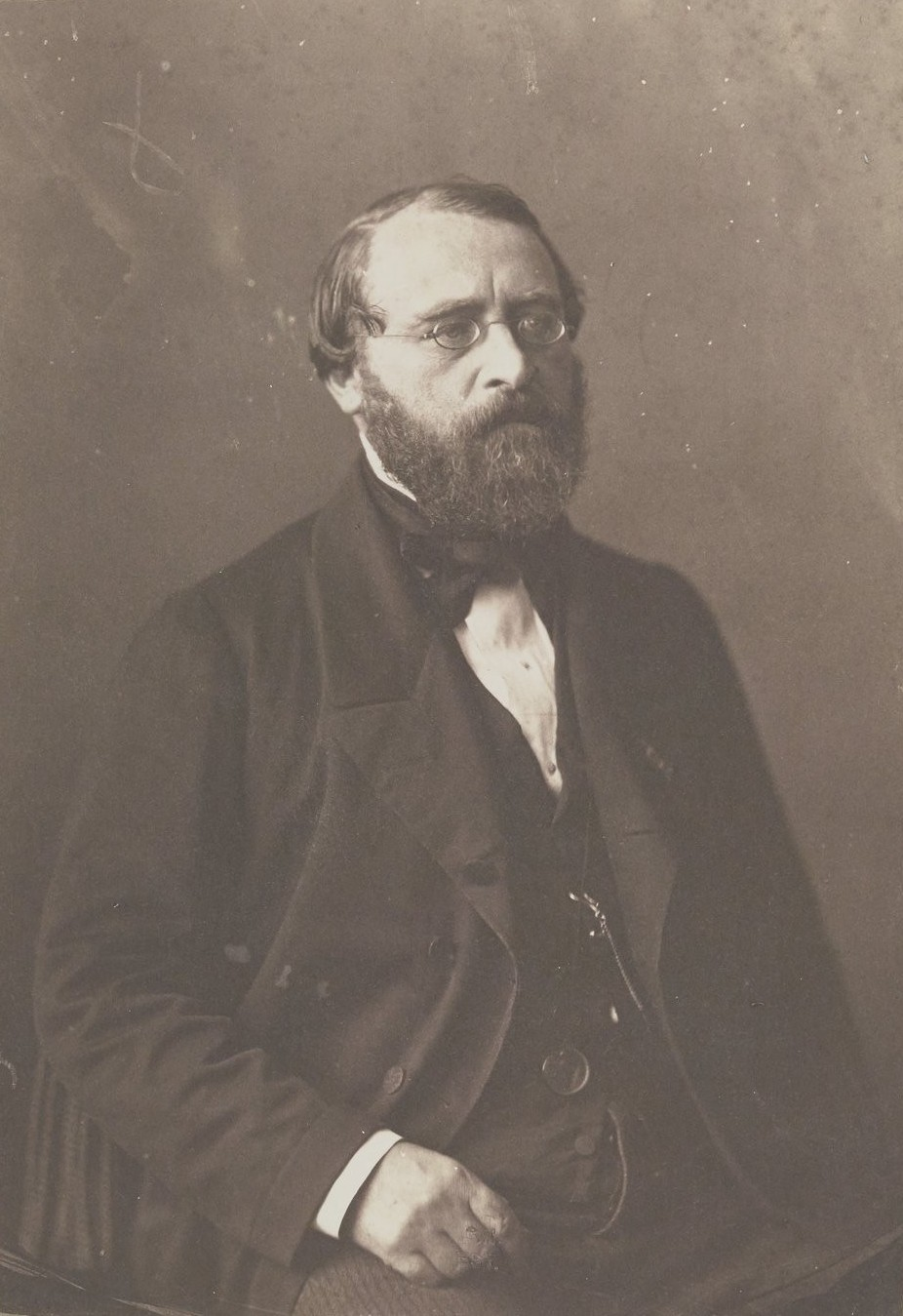
Baudrillart.